# Topmodel (chương trình truyền hình Bỉ)
Topmodel là một chương trình truyền hình thực tế của Bỉ, đưa các thí sinh cạnh tranh với nhau trong nhiều cuộc thi để xác định ai sẽ giành được một hợp đồng người mẫu với Dominique Models. Siêu mẫu người Bỉ Ingrid Seynhaeve là người dẫn chương trình, dựa trên America's Next Top Model của Tyra Banks.
Mùa giải đầu tiên được phát sóng trên KanaalTwee vào tháng 10 năm 2007. Trên đó, 10 thí sinh sẽ được ở trong một căn hộ. Mở rộng ra nhiều phụ nữ thuộc các chủng tộc, chiều cao và thân hình khác nhau, họ đã được rút xuống từ hàng ngàn người để cạnh tranh với nhau trong các cuộc thi khác nhau được thiết kế để thử thách những yêu cầu cực đoan của các người mẫu chuyên nghiệp. Mỗi tuần, một thí sinh đã bị một ban giám khảo: Ingrid Seynhaeve, chuyên gia thời trang Ghislaine Nuytten, người mẫu Élise Crombez và nhiếp ảnh gia Monique Vanendert. Các huấn luyện viên là nhà tạo mẫu Lieve Gerrits, huấn luyện viên diễn xuất Aza Declercq và nghệ sĩ Vasko Todorof.
Mùa thứ hai ra mắt một năm sau mùa 1 vào tháng 10 năm 2008 trên kênh mới là 2BE. An Lemmens thay thế Ingrid Seynhaeve làm dẫn chương trình. Ban giám khảo bao gồm Marc Douchez đến từ Dominique Models, chuyên gia trang điểm Rudi Cremers, nhà báo thời trang Els De Pauw, Pascale Belden và Ghislaine Nuytten, nay là người đứng đầu ban giám khảo. Dàn thí sinh đã tăng từ 10 lên 12.
Mùa tiếp theo của Topmodel hợp nhất với Holland's Next Top Model của Hà Lan với tên gọi mới là Benelux' Next Top Model.
Vào năm 2023, Streamz đã thông báo tái khởi động mùa giải đầu tiên với tên gọi mới là Belgium's Next Top Model.

## Các mùa
| Mùa | Phát sóng           | Quán quân         | Á quân                                  | Các thí sinh theo thứ tự bị loại | Tổng số thí sinh | Điểm đến quốc tế  |
| --- | ------------------- | ----------------- | --------------------------------------- | --- | ---------------- | ----------------- |
| 1   | 1 tháng 10 năm 2007 | Hanne Baekelandt  | Ine Nijs Valérie Debeerst               | Jessie Colman, An Voorhoof, Tess Gonnissen, Elisa Guarraci & Kelly Van den Kerchove, Eveline De Winter, Michèle Vanhooren             | 10               | Tenerife New York |
| 2   | 9 tháng 10 năm 2008 | Virginie Bleyaert | Alison Houthuys Barbara Van den Bussche | Maïté Valck, Hasse De Meyer, Eline Janssen, Imke Courtois, Anouchka Muller & Yana Hermans, Stefanie Broes, Leen Van Belle, Daisy Olie | 12               | Marrakesh         |